# Балка Бантишива
Балка Бантишива — балка (річка) в Україні у Вознесенському районі Миколаївської області. Права притока річки Гнилого Єланця (басейн Південного Бугу).

## Опис
Довжина балки приблизно 11,85 км, найкоротша відстань між витоком і гирлом — 10,58  км, коефіцієнт звивистості річки — 1,12 . Формується декількома струмками та загатами.

## Розташування
Бере початок на південно-східній околиці села Щербанівське. Тече переважно на південний схід через село Новоукраїнку і впадає у річку Гнилий Єланець, ліву притоку Південного Бугу.
Населені пункти вздовж берегової смуги: Троїцьке.

## Цікаві факти
- У XX столітті на балці існували водокачка, молочно- і вівцетваринні ферми (МТФ, ВТФ), газголдери та газові свердловини[2], а у XIX столітті — скотні двори та вітряний млин[1].